# Òptica activa
L'òptica activa és una tecnologia per millorar les condicions d'observació dels telescopis reflectors. A grans trets, funciona ajustant de forma activa els miralls del telescopi. L'utilitzen, entre d'altres, el Nordic Optical Telescope, el New Technology Telescope i els telescopis Keck, així com tots els grans telescopis òptics cosntruïts en l'última dècada.
En els telescopis reflectors tradicionals el mirall principal és un gran mirall rígid, el gran pes del qual limitava la seva grandària a uns 5 o 6 metres de diàmetre. Els telescopis reflectors més moderns, en canvi, utilitzen miralls molt prims, que poden ser més grans però són incapaços de mantenir-se rígids en la forma correcta. En aquest cas s'instal·la un conjunt d'actuadors darrere del mirall que el manté en el perfil correcte. Els actuadors estan controlats per ordinador i es poden moure en temps real. D'aquesta manera, a més el mirall es pot dividir en diversos miralls més petits, evitant així les distorsions que es produeixen pel mateix pes del mirall. En un sistema d'òptica activa l'ordinador corregeix contínuament, en una escala temporal propera a un segon, la posició i el perfil del mirall a través dels actuadors, compensant els efectes de qualsevol factor ambiental, com el mateix pes en diferents inclinacions del telescopi, el vent, la deformació de l'eix del telescopi, etc.
L'òptica activa no s'ha de confondre amb l'òptica adaptativa, que treballa a una escala temporal molt menor (centèsimes de segon) i compensa efectes atmosfèrics en lloc dels efectes de deformació i distorsió tractats per l'òptica activa.